# Draft de la NBA de 1963
El Draft de la NBA de 1963 fue el decimoséptimo draft de la National Basketball Association (NBA). El draft se celebró el 30 de abril de 1963 antes del comienzo de la temporada 1963-64.
En este draft, nueve equipos de la NBA seleccionaron a jugadores amateurs del baloncesto universitario. Los jugadores que hubiesen terminado el periplo universitario de cuatro años estaban disponibles para ser seleccionados. Si un jugador abandonaba antes la universidad, no podía ser escogido en el draft hasta que su clase se graduase. En cada ronda, los equipos seleccionaron en orden inverso al registro de victiorias-derrotas en la temporada anterior. 
Antes del draft, un equipo podía perder el derecho a su primera ronda de draft y seleccionar a cualquier jugador dentro de un radio de 80 kilómetros de su lugar de origen como elección territorial. Chicago Zephyrs se trasladó a Baltimore (Maryland) y se convirtió en Baltimore Bullets antes del draft. Syracuse Nationals participó en el draft, pero se trasladó a Filadelfia (Pensilvania) y se convirtió en Philadelphia 76ers antes del comienzo de la temporada. El draft consistió de quince rondas y 84 jugadores fueron seleccionados.

## Selecciones y notas del draft
Tom Thacker, de la Universidad de Cincinnati, fue seleccionado antes del draft como elección territorial de Cincinnati Royals. Art Heyman, de la Universidad de Duke, fue seleccionado en la primera posición del draft por New York Knicks. Dos jugadores de este draft, Nate Thurmond y Gus Johnson, fueron incluidos posteriormente en el Basketball Hall of Fame. Thurmond fue también nombrado como uno de los 50 mejores jugadores en la historia de la NBA en 1996. Los logros de Thurmond en su carrera son siete selecciones en el All-Star Game de la NBA y cinco en el mejor quinteto defensivo de la NBA. Johnson formó parte de cuatro mejores quintetos de la liga y disputó cinco All-Star Game. Dos jugadores de este draft, la cuarta elección Eddie Miles y la decimotercera Jim King, también jugaron un All-Star Game.
Reggie Harding, primer jugador drafteado procedente directamente del instituto cuando fue seleccionado el año antes por Detroit Pistons, fue escogido de nuevo por el mismo equipo en la cuadragésimo octava elección. Finalmente entró a la NBA tras pasar un año en la Midwest Professional Basketball League (MPBL) debido a las reglas que impiden a un jugador de instituto entrar a la NBA hasta que su clase se gradúe. Larry Brown, de la Universidad de Carolina del Norte, fue seleccionado en la quincuagésimo quinta posición, aunque nunca jugó en la NBA. Desarrolló su carrera en la Amateur Athletic Union (AAU) antes de marcharse a la recién formada American Basketball Association (ABA) en 1967, donde jugó cinco temporadas, y fue incluido en un mejor quinteto de la liga y disputó tres All-Star Game de la ABA. Tras su carrera como jugador, trabajó entrenando a nueve equipos de la NBA, el más reciente Charlotte Bobcats. Ganó el campeonato de la NBA con Detroit Pistons en 2004 y llegó hasta las Finales de la NBA en otras dos ocasiones; con Philadelphia 76ers en 2001 y con los Pistons en 2005. Entremedias de su carrera como entrenador de la NBA, también dirigió a Kansas Jayhawks de la Universidad de Kansas durante cinco campañas, ganando el campeonato de la National Collegiate Athletic Association (NCAA) en 1988. Brown es el único entrenador que ha ganado un título de la NCAA y de la NBA. Como jugador, ganó la medalla de oro con la selección de baloncesto de los Estados Unidos en los Juegos Olímpicos de Tokio 1964. En los Juegos Olímpicos de Atenas 2004, entrenó al combinado estadounidense que logró la medalla de bronce, convirtiéndose en el único que ha jugado y entrenado en la selección estadounidense en los Juegos Olímpicos. Rod Thorn, la segunda elección, también fue entrenador, dirigiendo a Chicago Bulls en 1982.

## Leyenda
|  | Denota jugador miembro del Basketball Hall of Fame                   |
|  | Denota jugador que ha sido seleccionado al menos en un All-Star Game |
|  | Denota jugador que nunca ha jugado en la NBA                         |

## Draft

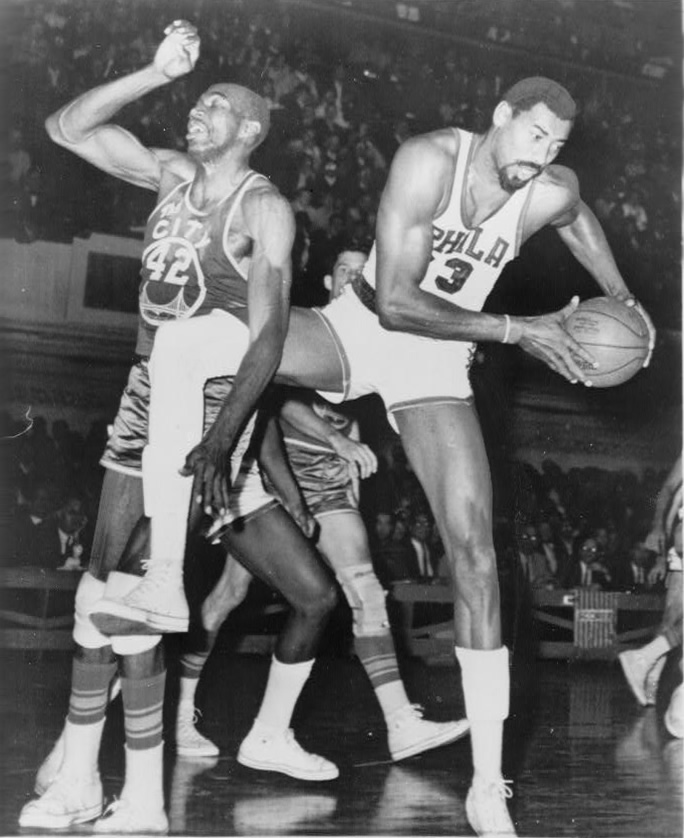
Nate Thurmond (izq.) fue seleccionado en la 3.ª posición.

| Ronda | Pick | Jugador          | Posición | Nacionalidad   | Equipo                                | Universidad           |
| ----- | ---- | ---------------- | -------- | -------------- | ------------------------------------- | --------------------- |
| T     | –    | Tom Thacker      | G/F      | Estados Unidos | Cincinnati Royals                     | Cincinnati            |
| 1     | 1    | Art Heyman       | G/F      | Estados Unidos | New York Knicks                       | Duke                  |
| 1     | 2    | Rod Thorn        | G        | Estados Unidos | Baltimore Bullets                     | West Virginia         |
| 1     | 3    | Nate Thurmond    | F/C      | Estados Unidos | San Francisco Warriors                | Bowling Green         |
| 1     | 4    | Eddie Miles      | G/F      | Estados Unidos | Detroit Pistons                       | Seattle               |
| 1     | 5    | Gerry Ward       | G        | Estados Unidos | St. Louis Hawks                       | Boston College        |
| 1     | 6    | Tom Hoover       | C        | Estados Unidos | Syracuse Nationals                    | Camden Bullets (EPBL) |
| 1     | 7    | Roger Strickland | F        | Estados Unidos | Los Angeles Lakers                    | Jacksonville          |
| 1     | 8    | Bill Green       | F        | Estados Unidos | Boston Celtics                        | Colorado State        |
| 2     | 9    | Jerry Harkness   | G        | Estados Unidos | New York Knicks                       | Loyola (IL)           |
| 2     | 10   | Gus Johnson      | F/C      | Estados Unidos | Baltimore Bullets                     | Idaho                 |
| 2     | 11   | Gary Hill        | G        | Estados Unidos | San Francisco Warriors                | Oklahoma City         |
| 2     | 12   | Jerry Smith      | G        | Estados Unidos | Detroit Pistons                       | Furman                |
| 2     | 13   | Jim King         | G        | Estados Unidos | Los Angeles Lakers (desde Cincinnati) | Tulsa                 |
| 2     | 14   | Leland Mitchell  | G        | Estados Unidos | St. Louis Hawks                       | Mississippi State     |
| 2     | 15   | Hershell West    | G        | Estados Unidos | Syracuse Nationals                    | Grambling             |
| 2     | 16   | Mel Gibson       | G        | Estados Unidos | Los Angeles Lakers                    | Western Carolina      |
| 2     | 17   | Ken Saylors      | F        | Estados Unidos | St. Louis Hawks (desde Boston)        | Arkansas Tech         |

## Otras elecciones

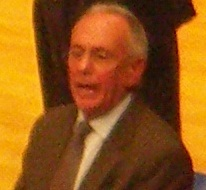
Larry Brown fue seleccionado en la 55.ª posición.

La siguiente lista incluye otras elecciones de draft que han aparecido en al menos un partido de la NBA.
| Ronda | Pick | Jugador          | Posición | Nacionalidad   | Equipo             | Universidad           |
| ----- | ---- | ---------------- | -------- | -------------- | ------------------ | --------------------- |
| 3     | 24   | Jerry Greenspan  | F        | Estados Unidos | Syracuse Nationals | Maryland              |
| 5     | 43   | Larry Jones      | G/F      | Estados Unidos | Los Angeles Lakers | Toledo                |
| 6     | 48   | Reggie Harding   | C        | Estados Unidos | Detroit Pistons    | Holland Oilers (MPBL) |
| 7     | 55   | Larry Brown      | G        | Estados Unidos | Baltimore Bullets  | North Carolina        |
| 7     | 59   | Ken Rohloff      | G        | Estados Unidos | St. Louis Hawks    | NC State              |
| 8     | 63   | Freddie Crawford | G/F      | Estados Unidos | New York Knicks    | St. Bonaventure       |

## Traspasos
1. ↑  El 14 de septiembre de 1962, Los Angeles Lakers adquirió una elección de segunda ronda de Cincinnati Royals a cambio de Tom Hawkins.[19] Los Lakers usaron esta elección para seleccionar a Jim King.